# 148 Gallia
Gallia (asteroide 148) é um asteroide da cintura principal com um diâmetro de 97,75 quilómetros, a 2,2518246 UA. Possui uma excentricidade de 0,1870938 e um período orbital de 1 683,96 dias (4,61 anos).
Gallia tem uma velocidade orbital média de 17,89557549 km/s e uma inclinação de 25,29861º.
Este asteroide foi descoberto em 7 de Agosto de 1875 por Prosper Henry.
Este asteroide recebeu este nome em homenagem à Gália.